# Jakob Brennwald
Jakob Brennwald (* 8. August 1825 in Männedorf; † 6. Mai 1887 in Feldbach bei Hombrechtikon) war ein Schweizer Unternehmer und liberaler Politiker.

## Leben

### Familie
Jakob Brennwald war der Sohn seines gleichnamigen Vaters. 
Er heiratete 1855 in erster Ehe Anna Maria, die Tochter des Hans Heinrich Dändliker, Seidenfabrikant und Gemeindepräsident von Hombrechtikon. In zweiter Ehe war er seit 1870 mit Emilie, die Tochter des Gerbers Hans Jakob Dändliker aus Thalwil, verheiratet.
Sein Nachlass wurde am 14. November 1887 versteigert.

### Werdegang
Jakob Brennwald besuchte die Primar- und Sekundarschule in Zürich und war anschliessend auf dem dortigen Gymnasium (siehe Kantonsschule Rämibühl).
Er gründete 1851, gemeinsam mit Heinrich Schmid, eine Kardenfabrik. 1859 war er alleiniger Besitzer des Unternehmens und eröffnete eine mechanische Florettspinnerei und -zwirnerei in Hombrechtikon. Er übernahm 1872 die Florettspinnerei und -zwirnerei von Caspar Hotz in Meilen.
1878 erhielt er bei der Pariser Weltausstellung ein Anerkennungsdiplom für seine ausgestellten Waren.

### Politisches und gesellschaftliches Wirken
Jakob Brennwald wurde in den Gemeinderat in Hombrechtikon gewählt und war später auch deren Gemeindepräsident.
Von 1870 bis zu seinem Tod war er Zürcher Kantonsrat und in dieser Zeit seit dem 14. Februar 1881, als Nachfolger des verstorbenen Jakob Hasler, Nationalrat; nach seinem Tod wurde Johann Jakob Abegg in den Nationalrat gewählt.
Er setzte sich für den Ausbau des Eisenbahnnetzes ein, so unter anderem von 1871 bis 1876 als Präsident im Komitee der Gründungsgesellschaft der Rechtsufrigen Zürichseebahn und seit 1878 im Verwaltungsrat der Schweizerischen Nordostbahn.
1878 trat er dem Aufruf an das Volk des Kantons Zürich bei, das sich für die Weiterfinanzierung des Baus des Gotthardtunnels einsetzte.